# Arnold III van Loon

Familiewapen

Arnold III (laatste kwart 12e eeuw - ?? 1221) was de negende graaf van Loon tussen 1218 en 1221. 

## Toelichting
Arnold III was een zoon van graaf Gerard van Loon. Zijn huwelijk met Adelheid van Brabant, dochter van hertog Hendrik I van Brabant bleef kinderloos. Het huwelijk zorgde wel voor een stevige band tussen het hertogdom Brabant en het graafschap Loon. 
Tussen 1207 en 1216 verving hij Ada van Holland, de echtgenote van zijn broer Lodewijk II, als gijzelaar in Engeland. Na een hofdrama uit wraak voor zijn lange gevangenschap in Engeland met gifmoorden op zijn beide broers bleef Arnold als enige erfgenaam van de grafelijke titel over Hij werd in 1218 als Arnold III geïnstalleerd als negende graaf van Loon. 
Arnold III en zijn zus Machtildis, abdis van Munsterbilzen schonken in 1220 een bedevaartskapel in Rijkhoven met aanhorigheden en alle rechten aan de Duitse Orde. Het was de start van de balije of ordensprovincie Alden Biesen. Deze schenking aan de nog jonge Duitse Orde kaderde in de grote schenkingsgolf in de eerste helft van de 13e eeuw onder de vierde grootmeester Herman von Salza. Door deze schenking trachtte de graaf zich van de steun van deze ridderorde te verzekeren waardoor mannelijke leden van de Loonse dynastie die geen titel erfden, konden toetreden tot de orde. Ook kwam de Loonse graaf weer op een goed blaadje te staan bij keizer en paus na zijn begane wandaden.
Zijn neef Lodewijk III van Loon volgde hem op.

## Voorouders
| Voorouders van Arnold III van Loon | Voorouders van Arnold III van Loon                           | Voorouders van Arnold III van Loon                           | Voorouders van Arnold III van Loon                           | Voorouders van Arnold III van Loon                           | Voorouders van Arnold III van Loon                        | Voorouders van Arnold III van Loon                        | Voorouders van Arnold III van Loon                       | Voorouders van Arnold III van Loon                       |
| ---------------------------------- | ------------------------------------------------------------ | ------------------------------------------------------------ | ------------------------------------------------------------ | ------------------------------------------------------------ | --------------------------------------------------------- | --------------------------------------------------------- | -------------------------------------------------------- | -------------------------------------------------------- |
| Overgrootouders                    | Arnold II van Loon (1085-1138) ∞ Aleida van Diest (-)        | Arnold II van Loon (1085-1138) ∞ Aleida van Diest (-)        | Folmar V van Metz (1090-1142) ∞ Mathilde van Longwy (-)      | Folmar V van Metz (1090-1142) ∞ Mathilde van Longwy (-)      | Gerard II van Gelre (1090-1133) ∞ Ermgard van Zutphen (-) | Gerard II van Gelre (1090-1133) ∞ Ermgard van Zutphen (-) | Lodewijk III van Arnstein (-) ∞ ? (-)                    | Lodewijk III van Arnstein (-) ∞ ? (-)                    |
| Grootouders                        | Lodewijk I van Loon (1107-1171) ∞ Agnes van Metz (1114-1175) | Lodewijk I van Loon (1107-1171) ∞ Agnes van Metz (1114-1175) | Lodewijk I van Loon (1107-1171) ∞ Agnes van Metz (1114-1175) | Lodewijk I van Loon (1107-1171) ∞ Agnes van Metz (1114-1175) | Hendrik I van Gelre (-) ∞ Agnes van Arnstein (1130-1179   | Hendrik I van Gelre (-) ∞ Agnes van Arnstein (1130-1179   | Hendrik I van Gelre (-) ∞ Agnes van Arnstein (1130-1179  | Hendrik I van Gelre (-) ∞ Agnes van Arnstein (1130-1179  |
| Ouders                             | Gerard van Loon (1171-1194) ∞ Adelheid van Gelre (-1212)     | Gerard van Loon (1171-1194) ∞ Adelheid van Gelre (-1212)     | Gerard van Loon (1171-1194) ∞ Adelheid van Gelre (-1212)     | Gerard van Loon (1171-1194) ∞ Adelheid van Gelre (-1212)     | Gerard van Loon (1171-1194) ∞ Adelheid van Gelre (-1212)  | Gerard van Loon (1171-1194) ∞ Adelheid van Gelre (-1212)  | Gerard van Loon (1171-1194) ∞ Adelheid van Gelre (-1212) | Gerard van Loon (1171-1194) ∞ Adelheid van Gelre (-1212) |
| Arnold III van Loon (-1243)        |                                                              |                                                              |                                                              |                                                              |                                                           |                                                           |                                                          |                                                          |